# Sogana hopponis
Sogana hopponis är en insektsart som beskrevs av Matsumura 1914. Sogana hopponis ingår i släktet Sogana och familjen Tropiduchidae. Inga underarter finns listade i Catalogue of Life.